# Francesc Homs i Ferret
Francesc Homs i Ferret (Barcelona, 1951) es un economista y político español. Profesor de Economía en la Facultad de Ciencias Económicas de la Universidad Autónoma de Barcelona. Miembro del comité ejecutivo de Convergencia Democrática de Cataluña, fue elegido diputado por la circunscripción de Barcelona por Convergencia i Uniò en las elecciones de 1989, 1993, y 1996 y fue vocal de la Comisión Mixta de Valoraciones Estado-Generalidad de Cataluña. Del 2001 al 2003 fue Consejero de Economía y Finanzas de la Generalidad de Cataluña, sustituyendo a Artur Mas, y siendo sustituido por Antoni Castells. Fue diputado en las elecciones al Parlamento de Cataluña de 2003. En 2005 abandonó la política para dedicarse al sector privado.